# Liste d'écrivains sénégalais
Cette liste d'écrivains sénégalais recense quelques grands noms de la littérature sénégalaise, en toute langue.
Elle peut inclure certains écrivains non sénégalais d'avant l'indépendance, et certains binationaux depuis, mais aussi divers auteurs qui revendiquent au moins partiellement leur attachement à la culture sénégalaise.

## A
- Christine Adjahi Gnimagnon (1945-), également Bénin, conteuse, auteure enfance, Do Massé : Contes fons du Bénin (2002), Le pacte des animaux. Contes du Bénin (2005), Le lièvre et le singe - Azwi kpo zinyo kpo (2006), Le Forgeron magicien (2008)
- Berthe-Evelyne Agbo (1950-), également Bénin, poétesse, Émois de femmes (1980-1982)
- Hamidou Anne (1983-), chroniqueur, Politisez-Vous ! (2017), Panser l'Afrique qui vient ! (2019)
- Emilie Anifranie Ehah (1970 ?)[1], également Togo, Incidents de parcours (1999)
- Clotilde Armstrong (1927-)[2], nouvelliste, Le Nègre de Noël (1986), La Descente aux enfers Paris: Hatier, 1986.

## B
- Babacar Ndiaye Korjo (1986), artiste visuel, poète et conteur, Waaw Kumba (2023), Nymphea (2023)
- Barka Bâ (1975-), journaliste, politologue, Une pirogue pour Barça
- Mariama Bâ (1929-1981), romancière, Une si longue lettre (1979), Un chant écarlate (1981)
- Fatimata Diallo Ba, romancière, chroniqueuse littéraire, enseignante, Rouges silences[3] (2022), des cris sous la peau[4] (2022)
- Moussa Ba (1982-) (?)
- Omar Ba (1982-), essayiste, Pauvre Sénégal ! Un peuple en otage (2006), Soif d’Europe, témoignage d’un clandestin (2008), Je suis venu, j’ai vu, je n’y crois plus (2009), N'émigrez pas ! L'Europe est un mythe (2010)
- Thierno Bâ (1926-2010), dramaturge, syndicaliste, politique, Lat dior ou le chemin de l'honneur : drame historique en huit tableaux (1975...), Delo, Galang Galang, Bilbassy (1980), La chanson des kobis (2004)...
- Mariama Barry (1970 ?), également Guinée, juriste, romancière, La petite Peule (2000), Le cœur n’est pas un genou que l’on plie (2007)...
- Mariama Kesso BARRY[5], Clerc de notaire à Paris, romancière , Kesso, la princesse peule (janvier 1988)Fayard, Collection Mazarine
- Moussa Yoro Bathily (1946-), journaliste, scénariste, cinéaste, romancier, En circuit fermé (1974), L'avenue des sables (1998)
- Bara Ndao(1996), artiste visuel, La Mémoire du diable (2015)[6]
- Sokhna Benga (1967-), juriste, poétesse, romancière, scénariste, Le Dard du secret (1990), La Balade du Sabador (2000), La ronde des secrets perdus (2003)
- Ahmed Ben Geloun (1970 ?), entrepreneur (?)
- Alioune Badara Bèye (1945-), dramaturge, poète, romancier, Dialawali, terre de feu (1980), Le sacre du cedo (1982), Maba, laisse le Sine (1987), Nder en flammes (1988)...
- Oumou Cathy Bèye (1980-......)[7] romancière, Dakar des insurgées (2009)[8], Les attentes (2021)[9]
- Jacqueline Fatima Bocoum (1969), journaliste, Motus et bouche ... décousue (2002)
- David Boilat (1814-1901), prêtre catholique, missionnaire, ethnographe, Mœurs et coutumes des Maures du Sénégal, en langue des Maures du pays (1843), Voyage à Joal (1846)...
- Andree Marie Diagne Bonane, spécialiste en littérature africaine et francophone, chargée d'enseignement, experte métier[10], LA FILEUSE D'AMOUR ET AUTRES RÉCITS DE VIE[11] (2013), Mariama NDoye. Un certain Regard[12](2020)
- Francy Brethenoux-Seguin (1952-), Une pause à Tivaouane. Récit de voyage (2002), Le temps d'un silence (2005), J'avais quatre heures (2007)...
- Ken Bugul (Mariètou Mbaye Bileoma) (1947-), romancière, Le Baobab fou (1984), Cendres et Braises (1994), Riwan ou le Chemin de Sable (1999, Grand prix littéraire d'Afrique noire)...

## C
- Louis Camara (1950-), conteur, nouvelliste, Il pleut sur Saint-Louis (2007), La tragique histoire d’Aganoribi (2005), Au-dessus des dunes (2014)...
- Charles Carrère (1928-2020), poète, Océanes (1979), Lettres de Gorée (1982), Mémoires de la pluie (1983), Hivernage (1999)...
- ndeye Ciss chargée de clientèle, romancière, DESTINS INACHEVÉS[13] (2022)
- Aïssatou Cissé (1970-), nouvelliste, Zeyna (2002), Linguère Fatim (2004)
- Mamadou Cisse (1956-), Contes wolof modernes (1994), Sur les traces des grands empires (2017, co-auteur), Le bossu et le ninki-nanka (1998)
- Aïssatou Cissokho (1960 ?), Dakar, la touriste autochtone (1986)
- Alioune Badara Coulibaly (1945-), poète, épistolier, romancier, Bon anniversaire, Sédar (1996), Sénéfobougou Natal 2 (1997), Rumeurs des Alizés (2007), Pas d'ici, sans ailleurs (2008)...

## D
- Abdoulaye Dabo dit Yaadikoone (1942-), journaliste, nouvelliste
- Amadou Dème (1890-1973), dignitaire musulman
- Hamidou Dia (1953-2018), chroniqueur, critique littéraire, documentariste, Les Sanglots de l’espoir (1987), Les Remparts de la mémoire (1999)
- Nafissatou Dia Diouf (1973-), poétesse, chroniqueuse, nouvelliste, auteure jeunesse, romancière, Retour d’un si long exil (2001), Cirque de Missira (2010), La maison des épices (2014)...
- Aïssatou Diagne Deme[14] (1970 ?), Les échos du silence (1999)
- Abdou Diagne (1983-), Les larmes d'une martyre, Retour au pays, entre rêve et cauchemar (2010)
- Souleymane Bachir Diagne (1955-), philosophe
- Abdou Fouta Diakhoumpa (... -...?) La bombe africain BOMBE AFRICAINEBirima : Un conquérant à Paris[15] (2024)
- Djibril Falémé Diallo (1959-)[16], Les derniers jours de Bolibana[17] (2019), Le romancier négro-africain francophone et la question des indépendances africaines : 1970-2000 (2020)
- Khalil Diallo (1992-), romancier, À l’orée du trépas (2019, L’odyssée des oubliés (2021)
- Nafissatou Niang Diallo (1941-1982), autobiographe, romancière, De Tilène au Plateau, une enfance dakaroise (1975), Le Fort maudit (1980), Awa la petite marchande (1981), La Princesse de Tiali (1987)...
- Aïssatou Diam (1960 ?)[18], Mélissa mon amour [19](1991)
- Aïssatou Diamanka-Besland (1972-), romancière, Le Pagne léger (2007), Patera (2009), Fracture identitaire ! À Baltazare, il n'y a pas d'ascenseur dans la cité (2010),
- Fanta Diane Double jeu[20] (2008)
- Mama Moussa Diaw (1975-), médecin, écrivain, Les otages (2007), Châtiments (2010)
- Mame Younousse Dieng (1939-2016), Aawo bi (1992), L'ombre en feu (1997)
- Ndèye Katy Dieng (1981-), Touyaya ira-t-elle à l'école? (2004), Le souffle des malvacées (2018)
- Adama Sow Dièye (1954)[21], poète, chroniqueur, romancier, Jimól Kaaw et autres nouvelles (2009), Poèmes du temps qui passe (2009), Sarinagara. Nouvelles d'une autre vie (2014)
- Aminata Sophie Dièye (1973-2016), journaliste, dramaturge, romancière, Consulat Zénéral (2000), La nuit est tombée sur Dakar (2004),
- Tafsir Ndické Dièye (1971-)[22], poète, romancier, chroniqueur, Casamance ou L'assassinat de Madeleine (2004), Sacrifice satanique (2015), Pèlerinage au temple de l'amour (2016)
- Yaram Dièye (1970 ?)[23], juriste, romancière, Tant qu’il y’a de la vie (2007), Barça ou Barsakh (2008), Un sou pour sa survie
- Fatou Diome (1968-), nouvelliste, romancière, La Préférence nationale (2001), Le Ventre de l'Atlantique (2003), Celles qui attendent (2010), Les veilleurs de Sangomar (2019)...
- Abdel Aziz Mayoro Diop, L’Ailleurs et L’Illusion (NEA 1983), Prisonniers de la vie (NEAS 1994), Prison d’Europe (NEAS 2010)
- Moust
- Alioune Diop (1910-1980), revue Présence africaine (1947)
- Cheikh Anta Diop (1923-1986), historien, anthropologue, politique, Nations nègres et culture : de l'Antiquité nègre égyptienne aux problèmes culturels de l'Afrique noire d'aujourd'hui (1954), L'Unité culturelle de l'Afrique noire (1959), Antériorité des civilisations nègres : mythe ou vérité historique ? (1967)...
- Birago Diop (1906-1989), poète, conteur, dramaturge, mémorialiste, Les Contes d'Amadou Koumba (1947, 1958), Contes et lavanes (1963), L'Os de Mor Lam (1966),Contes d'Awa (1977), La Plume raboutée (1978)
- Boubacar Boris Diop (1946-), romancier, essayiste, dramaturge, scénariste, Le Temps de Tamango (1981), Les Tambours de la mémoire (1990), Thiaroye, terre rouge (1990), Murambi, le livre des ossements (2000), Négrophobie (2005)...
- David Diop (1927-1960), poète, Coups de pilon (1956...)
- Fatou Diop (1990- ...)[24] Cushing[24] (2014), Le Venin du destin[25] (2020)
- Mamadou Traoré Diop (1944-2010), poétesse, dramaturge, Mon Dieu est noir, La Patrie ou la Mort (1984)
- Moustapha Mbacké Diop (1998-), romancier, nouvelliste, Teranga Chronicles (2018)
- Ousmane Socé Diop (1911-1973), voir Ousmane Socé
- Coumba Diouf (1970 ?)[26], La Chaumière des Bugari (2000)
- Sylviane Diouf (1952-), historienne, Fighting the Slave Trade : West African Strategies (2003), Bintou quatre choux ! (2003)...
- Aïcha Diouri (1974-), La mauvaise passe (1990)

## F
- Fall Awa Marie A l'image des femmes[27] (2016), La douce lumière des fleurs[28] (2019)
- Eric Lindor Fall (1960-1997), auteur jeunesse
- Khadi Fall (1948-), universitaire, politique, romancière, Mademba (1989), Senteurs d'hivernage (1993)...
- Khady Fall Faye-Diagne (1971-)[29], historienne, romancière, Le marronnage comme essai d'esthétique littéraire négro-africaine contemporaine : Senghor et Césaire ou la langue décolonisée (2018), Les amazones de Sangomar : géantes invisibles (2020)
- Kiné Kirama Fall (1934-)[30], poétesse, Chants de la rivière fraîche (1975), Les élans de grâce (1979)
- Malick Fall (1920 ? - 1978 ?), romancier, La Plaie (1967)[31]
- Malick Fall (1971-)[32], La régénération d'une identité violée [33](2015)
- Marouba Fall (1950-), poète, dramaturge, romancier, Chasseur d'éternité (2012), Casseurs de solitude (2012), Le Miroir (2005)...
- Papa Adiouma Fall (-2017), Les Confidences de Mbane (2014), Les Fluviales (1981)
- Papa Malick Fall (1976-)[34], Le silence des baobabs (2020)
- Takia Nafissatou Fall (1977-)[35], poétesse, romancière, Mes joies de vivre (2010), Comme un ciel d'hivernage (2011), Larmes d'une colombe apaisée (2015)
- Aminata Sow Fall (1941-), romancière : voir Sow
- Louis Diène Faye (1936-), anthropologue, Mort et Naissance, le monde sereer (1983), Éducation et mariage : le monde seereer (2006)...
- Diop Anta Faye[5]

## G
- Absa Gassama (1969), enseignante-chercheuse, romancière, Hoa ou Les portes de la vie (2001)
- Cheikh Tidiane Gaye (1971-), poète, romancier, vit en Italie, Il Giuramento (2001), Mery, principessa albina (2005), Il Canto del Djali (2007)...
- Brigite Gnamy, enseignante, romancière, poètesse, CANA'A[36] (Le fils du passé / 2020), BASSANG. LA TERRE DE CANA'A[37] (2021), GUENN GOOR[38] (2022), L'INOUBLIABLE ELLA[39] (2022), SAG'AUBE DE MES NUITS[40] (2023)

## H
- Nabil Haïdar (1954-), poète, nouvelliste, romancier, Le Baiser (1976), L'hirondelle de nos rêves n'est pas morte de froid (1978), Le Déserteur (1983), Les Cèdres Sauvages (2017)...
- Khadi Hane (1962-), romancière, Sous le regard des étoiles (1998), Ma sale peau noire (2001), Il y en a trop dans les rues de Paris (2005), Le collier de paille (2010), Des fourmis dans la bouche (2011), Demain, si Dieu le veut...

## J
- Tamsier Joof (1973-), danseur, acteur, chorégraphe, mannequin, entrepreneur

## K
- Aminata Maïga Ka (1940-2005), enseignante, conseillère culturelle, La Voie du Salut suivi de Miroir de la Vie (1985), En votre nom et au mien (1989), Brisures de vies (1998)
- Axelle Kabou (1955-) experte en communication stratégique, Et si l'Afrique refusait le développement ? (1991)
- Fatou Kandé Senghor (1971-), Wala Bok, une histoire orale du hip hop au Sénégal (2015)
- Sylvie Kandé (1965 ?)[41], née en France, poétesse, historienne, Lagon, lagunes (2000), La quête infinie de l'autre rive (2011), Gestuaire (2016)...
- Cheikh Hamidou Kane (1928 -), haut fonctionnaire, L'Aventure ambiguë (1961, Grand Prix littéraire d'Afrique noire 1962), Les gardiens du temple (1995)...
- Amadou Elimane Kane (1959-), La parole du baobab, Cadou Gouy-gui (1999), Le songe des flamboyants de la Renaissance (2008), Une si longue parole (2015)...
- Mamoudou Ibra Kane (1969-), journaliste, chroniqueur
- Aissatou Dieng Kassé, inspectrice de l'Education, chercheure et ecrivaine, chemin d'école (2022)[42]
- El Hadj Kassé, journaliste, philosophe, Les mamelles de Thiendella (1994), Clair désir ici-bas (2001), Misères de la presse (2002)...
- Mbaye Gana Kébé (1923-)[43], romancière, nouvelliste, dramaturge, poétesse, Le cheval couleur de miel, Rondes (1979), Les Lèvres bleues (1984)...
- Khady Koita (1959), défenseure des droits des femmes, Mutilée (2006)

## L
- Ayavi Lake (1980-)[44], vit au Canada, Le marabout (2019)
- Marème Soda Ndoye Lo, Légitime imposture[45] (2022), Un homme infidèle et parfait[46] (2012)

## M
- Tita Mandeleau (1937-), Signare Anna ou Le voyage aux escales (1991)
- Amadou Mapaté Diagne (1886-1976), Les Trois Volontés de Malic (1919), Un pays de pilleurs d’épave, le Gandiole (1919, article), L'Origine du griot, Les Problèmes de la riziculture au Sénégal
- Mame Seck Mbacké (1947-2018), Le Froid et le piment. Nous, travailleurs immigrés (1983), Pluie-poésie : Les pieds sur la mer (2000), Qui est ma femme ? (2000), Les Alizés de la souffrance (2001)
- Mariane Seck Le droit de l'environnement : de l'initiation au mûrissement - Contribution d'une juriste sénégalaise[47] (1983)
- Annette Mbaye d'Erneville (1926-), La Bague de cuivre et d'argent (1961), Noel du vieux chasseur (1983), Motte de terre et motte de beurre (2003)...
- Ndèye Coumba Mbengue Diakhaté (1924-2001), éducatrice, poétesse, Filles du soleil (1980)
- Penda Mbow (1955-)[48], historienne, universitaire, politique
- Diana Mordasini (1960?), romancière, vit en Suisse, Le Bottillon perdu (1990), La cage aux déesses (2002), Les yeux d'Ilh'a (2002), De fil en meurtres (2002)
- Placide Mandona Mukwenda (1987-)[49], également République démocratique du Congo, professeur de philosophie et de théologie, romancier, essayiste, La crasse de la dictature (2015), Coeur blanc, amour noir (2018)...

## N
- Cheik Aliou Ndao (Sidi Ahmed Alioune, 1933-)[50],[51], L'île de Bahila, Mogariennes, Un bouquet d'épines pour Elle, Mbaam dictateur, Buur Tilleen, roi de la Médina
- Oumar Ndao (1966), journaliste, nouvelliste, auteur de Corps et âmes (2004), C'est idiot d'aimer (2011), Et d'un roman imagine (2017), Les voleurs de rêves (2019), d'une Bd Ceddo.
- Aminata Ndiaye (1974-), universitaire, canadienne, Processus d'individualisation chez les jeunes Dakarois : Stratégies entre rupture et appartenance (2010, thèse)
- Catherine NDiaye (1952-2018), journaliste, scénariste, essayiste, romancière, Gens de sable (1984), La coquetterie ou la passion du détail (1987), La gourmandise. Délices d'un pêché (1993), La vie à deux (1998), Sa vie africaine (2007)
- Marie NDiaye, née en France (1967-)
- Mariéme Mborso Ndiaye (1984-) (?)
- Souleyanta Ndiaye (1959-), Tavarich Gaye
- Tidiane N'Diaye (1950-), économiste, anthropologue, romancier, poète, Passions créoles (2001), Par-delà les ténèbres blanches (2010), L’Appel de la lune (2017)...
- Ndèye Doury Ndiaye (1936-), nouvelliste, romancière, Collier de cheville (1983),  Diaxaï l'aigle et Niellé le moineau (2003)
- Abasse Ndione (1946-)[52], romancière,  La Vie en spirale (1986...), Ramata (2000), Mbëkë mi (2008)
- Mamadou Ndione (1966-), romancier, essayiste, Bouki et la couronne de Ndoumbélane (2013), Esquisses de certitudes (2019), Émerveillements (2019)
- Abdoulaye Fodé Ndione (1970 ?), poète, nouvelliste, Des pas sur mer (2019)
- Mariama Ndoye (1953-), romancière, nouvelliste, De vous à moi[53] (1990), Sur des chemins pavoisés (1993[54]), Parfums d'enfance[55] (1995), Soukey[56] (1999), La famille de Témour[57] (1999), Comme du bon pain[58] (2001), Vous avez dit Lébous? (2015)[59]
- Mamadou Mahmoud N'Dongo (1970-), photographe, dramaturge, réalisateur, Bridge Road (2006), La géométrie des variables (2010), Il y a ceux qui veulent mourir un jour de pluie (2019)...
- Anne Marie Niane, née au Vietnam (1950-), nouvelliste, romancière, L'étrangère
- Djibril Tamsir Niane (1932-2021)[60], également Guinée, historien, dramaturge, Soundjata ou l'Épopée mandingue (1960), Sikasso ou la dernière citadelle (1967), Méry (1975), Histoire des Mandingues de l'Ouest, le royaume du Gabou (1989), Il était une fois...l'alphabète (1993)...
- Madjiguène Niang, écrivaine[61],animatrice culturelle[62], ancienne Directrice de la Galerie Nationale d'Art, La sentence de l'amour (2003,  (ISBN 2723615057))
- Mame Bassine Niang (1951-2013), avocate
- Ibrahima Amadou Niang (1983-), poète, Les raisins du baobab (2010,  (ISBN 9782359260076))
- Fatou Niang Siga (1932-)[63], Reflets de modes et traditions saint-louisiennes (1990)

## O
- Mehdi Omaïs (1983-), journaliste de cinéma, romancier, La mort est belle (2007), Le Troisième Enfant, Le Livre Perdu

## P
- Valérie Pascaud-Junot (1966-)[64],(née en France), En souvenir d'eux (2002)
- Anne Piette[65], née en France (1943-2019), nouvelliste, romancière, La morsure du serpent (1997), Les mésaventures de Mor Kassé (1999),  Les songes et les mensonges (2001), L'Île d'Amina (2002), Au-delà de la mangrove (2007), La septième vague (2010)

## S
- Abdoulaye Sadji (1910-1961), conteur, nouvelliste, romancier, essayiste, Tragique Hyménée'' (1948), La Belle Histoire de Leuk-le-Lièvre (1953), Maimouna (1953), Un rappel de soldes (1957)...
- Elhadj Abdoul Hamidou Sall (1954-), poète, Rhapsodies fluviales (2010), Circonstances du cœur (2011), L'Occident ambigu (2017)...
- Amadou Lamine Sall (1951-), poète, Mante des aurores (1979), Comme un iceberg en flammes (1982), J'ai mangé tout le pays de la nuit (1994), Les veines sauvages (2001)...
- Babacar Sall (1954-)[66],[67], poète, sociologue, Sel de mer, Le stagiaire, Les voix de l'aube, Le lit de sable, Le sang des collines, Le poème blessé
- Binta Sall, romancière, Ardent (Mon adorable belle mère, mon mari volage et moi/vol1 et la seconde chance/vol2), (6 février 2023)[68]
- Guéladio Sall (1972-), romancier et nouvelliste: Douce est la liberté (prix nouvelles journée du manuscrit francophone 2021) Ce qui reste de la lumière (2023), Les ciseaux noirs (2023), Disparition et autres nouvelles (2024), Ombres passantes (2025),Trou de mémoire (2025)
- Ibrahima Sall (1949-2020)[69], poète, La Génération spontanée (1975), Crépuscules invraisemblables (1977), Le Choix de Madior (1981), Les routiers de chimères (1982), Antilepse (2012) ...
- Thierno Seydou Sall (1963 ?), poète, cinéaste, Bouffées délirantes sur un air de Kora, L'Envol des pélicans...
- Issa Samb (1945-2017), alias Joe Ouakam, peintre, sculpteur, acteur, poète, dramaturge, essayiste, Parole ! Parole ? Parole ! – Issa Samb et la forme indéchiffrable (2014)
- Mamadou Samb (1970 ?), Le regard de l'aveugle (2014), L'écharpe des jumelles, De pulpe et d'orange...
- Sylvestre Simon Samb (1969-), romancier, éditeur en France, Humanité misérable (2002), Dièse à la clef (2005), Un parfum d'oxalides (2009)...
- Pape Moussa Samba (1976 -)[70], professeur de philosophie, éditeur, à Brest, Le Président Wade ou le Génie Solitaire (2006), Léopold Sédar Senghor, philosophe de la culture (2011)
- Insa Sané (1974-), comédien, rappeur, slameur, Sarcelles-Dakar (2006), Du plomb dans le crâne (2008), Les Cancres de Rousseau, (2017)...
- Oumar Sankharé (1950-2015)[71],[72],[73], La nuit et le jour (1990), Le coran et la culture grecque (2014)...
- Alioune Sarr (1908-2001), historien, politique, Histoire du Sine-Saloum (1937, 1949, 1985)
- Dominique Sarr (1943-1988, également France)[74],[75], historien, ethnographe, romancier, La cour d'appel de l'AOF (2019), L'ombre des Guelwaars (2016), Sexe, le grand organisateur (2020)
- Felwine Sarr (1972-), universitaire, économiste, politologue, musicien, Dahij (2009), Afrotopia (2016), Écrire l’Afrique-Monde (2017), La saveur des derniers mètres
- Mohamed Mbougar Sarr (1990-)[76], romancier, Terre ceinte (2014), Silence du chœur (2017), De purs hommes (2018), La plus secrète mémoire des hommes (2021, Prix Goncourt)[77]
- Bara Seck (1982-)[78], romancier, De cendres et de larmes (2017), Tribulations (2021)
- Ousmane Sembène (1923-2007), scénariste, nouvelliste, romancier, cinéaste, Les Bouts de bois de Dieu (1960), Voltaïque (1962), L'Harmattan (1964), Le Mandat (1965), Xala (1973), Le Dernier de l'Empire (1981)...
- Fama Diagne Sène (1969-), poétesse, nouvelliste, romancière, Le Chant des ténèbres (1997), La Momie d'Almamya, (2004), Barça ou Barsakh : les coulisses de la misère (2009)...
- Cheikh-Mbacké Sène (1977-), Barack Obama Le premier président afro-américain à la Maison Blanche. Une nouvelle Amérique
- Tidiane Sène (1950-), journaliste, ethnologue, Cri de détresse entre la vague sauvage et l'anémone de mer (2013)
- Mouhamadou Moustapha Sene (2002-), auteur-compositeur, Carnet de souvenirs (2018)
- Léopold Sédar Senghor (1906-2001), poète, essayiste, intellectuel, politique, Chants d’ombre (1945), Éthiopiques (1956),
- Maurice Sonar Senghor (1926-2007), comédien, metteur en scène, Souvenirs de théâtres d'Afrique et d'Outre-Afrique : pour que lève la semence : contribution à l'édification d'un théâtre noir universel
- Papa Arfang Senghor (1989-), alias Aru Cheifa ou Aru, Petits poèmes de ma vie (2015)
- Ousmane Socé (1911-1973 ou 1974), conteur, poète, romancier, politique, Karim (1935), Mirages de Paris (1937), Rythmes du Khalam (1948)...
- Fatou Ndiaye Sow (1956-2004), poétesse, auteure jeunesse, Fleurs du Sahel (1990), Littératures enfance-jeunesse en Afrique noire (2006)
- Aminata Sow Fall (1941-), romancière, Le Revenant (1976), La Grève des bàttu (1979), Ex-Père de la Nation (1987), Le Jujubier du patriarche (1993), L’Appel des arènes (1997), L'Empire du mensonge (2017)...
- Amina Sow Mbaye (1937-2021), poétesse, nouvelliste, romancière, Mademoiselle (1984), Pour le sang du mortier (2001)
- Diary Sow (2000-), Sous le visage d'un ange (2020), Je pars (2021)
- Fatima Sow, étudiante, romancière, TOUT SE PASSE DANS MA TÊTE[79] (2022)
- Seydi Sow (1954-), nouvelliste, romancier, dramaturge, poète, Misères d'une boniche (1996), Le défi de la Reine des sorciers (2001), Muutal, Fin de règne d'un monarque (2015)...
- Khady Sylla (1963-2013), romancière, cinéaste, Le Jeu de la mer (1992)

## T
- Eugène Tavares (1958-), poète, romancier, Les exilés de Koumous (1998), La complainte des mangroves (2010), Littératures lusophones des archipels atlantiques (2009)
- Issa Laye Thiaw (1943-2017), historien, théologien, essayiste, La femme Seereer (Sénégal) (2007)
- Abibatou Traoré (1973-), informaticienne, nouvelliste, romancière, Sidagamie (1998), Samba le fou (2006)
- Marie Rose Turpin (1957-), nouvelliste, HLM/P (1982)
- Coumba Toure (1973-)

## W
- Myriam Warner-Vieyra (1939-2017), née en Guadeloupe, bibliothécaire, nouvelliste, romancière, Le Quimboiseur l'avait dit (1980), Femmes échouées (1988), Juletane (2001)
- El Hadj Amadou Moustapha Wade (1923-2007)[80], poète, politique, Présence (1966, 2002), La Tragédie de l’indépendance (1987)
- Phillis Wheatley (1753-1784), poétesse
- Wakil MOUHAMED Ba, auteur du roman : A l'apogée de la Souffrance, paru aux éditions GORÉE.

## Liste chronologique

### Avant 1900
- Phillis Wheatley (1753-1784), poétesse
- David Boilat (1814-1901), prêtre catholique, missionnaire, ethnographe, Mœurs et coutumes des Maures du Sénégal, en langue des Maures du pays (1843), Voyage à Joal (1846)...
- Amadou Mapaté Diagne (1886-1976), Les Trois Volontés de Malic (1919), Un pays de pilleurs d’épave, le Gandiole (1919, article), L'Origine du griot, Les Problèmes de la riziculture au Sénégal
- Amadou Dème (1890-1973), dignitaire musulman

### 1900
- Birago Diop (1906-1989), poète, conteur, dramaturge, mémorialiste, Les Contes d'Amadou Koumba (1947, 1958), Contes et Lavanes (1963), L'Os de Mor Lam (1966),Contes d'Awa (1977), La Plume raboutée (1978)
- Léopold Sédar Senghor (1906-2001), poète, essayiste, intellectuel, politique, Chants d’ombre (1945), Éthiopiques (1956)
- Alioune Sarr (1908-2001), historien, politique, Histoire du Sine-Saloum (1937, 1949, 1985)

### 1910
- Alioune Diop (1910-1980), revue Présence africaine (1947)
- Abdoulaye Sadji (1910-1961), conteur, nouvelliste, romancier, essayiste, Tragique Hyménée'' (1948), La Belle Histoire de Leuk-le-Lièvre (1953), Maimouna (1953), Un rappel de soldes (1957)...
- Ousmane Socé Diop (1911-1973), voir Ousmane Socé
- Ousmane Socé (1911-1973 ou 1974), conteur, poète, romancier, politique, Karim (1935), Mirages de Paris (1937), Rythmes du Khalam (1948)...

### 1920
- Malick Fall (1920 ? - 1978 ?), romancier, La Plaie (1967)[31]
- Cheikh Anta Diop (1923-1986), historien, anthropologue, politique, Nations nègres et culture : de l'Antiquité nègre égyptienne aux problèmes culturels de l'Afrique noire d'aujourd'hui (1954), L'Unité culturelle de l'Afrique noire (1959), Antériorité des civilisations nègres : mythe ou vérité historique ? (1967)...
- Mbaye Gana Kébé (1923-)[43], romancière, nouvelliste, dramaturge, poétesse, Le cheval couleur de miel, Rondes (1979), Les Lèvres bleues (1984)...
- Ousmane Sembène (1923-2007), scénariste, nouvelliste, romancier, cinéaste, Les Bouts de bois de Dieu (1960), Voltaïque (1962), L'Harmattan (1964), Le Mandat (1965), Xala (1973), Le Dernier de l'Empire (1981)...
- El Hadj Amadou Moustapha Wade (1923-2007)[80], poète, politique, Présence (1966, 2002), La Tragédie de l’indépendance (1987)
- Ndèye Coumba Mbengue Diakhaté (1924-2001), éducatrice, poétesse, Filles du soleil (1980)
- Thierno Bâ (1926-2010), dramaturge, syndicaliste, politique, Lat dior ou le chemin de l'honneur : drame historique en huit tableaux (1975...), Delo, Galang Galang, Bilbassy (1980), La chanson des kobis (2004)...
- Annette Mbaye d'Erneville (1926-), La Bague de cuivre et d'argent (1961), Noel du vieux chasseur (1983), Motte de terre et motte de beurre (2003)...
- Maurice Sonar Senghor (1926-2007), comédien, metteur en scène, Souvenirs de théâtres d'Afrique et d'Outre-Afrique : pour que lève la semence : contribution à l'édification d'un théâtre noir universel
- Clotilde Armstrong (1927-)[2], nouvelliste, Le Nègre de Noël (1986)
- David Diop (1927-1960), poète, Coups de pilon (1956...)
- Charles Carrère (1928-2020), poète, Océanes (1979), Lettres de Gorée (1982), Mémoires de la pluie (1983), Hivernage (1999)...
- Cheikh Hamidou Kane (1928 -), haut fonctionnaire, L'Aventure ambiguë (1961, Grand Prix littéraire d'Afrique noire 1962), Les gardiens du temple (1995)...
- Mariama Bâ (1929-1981), romancière, Une si longue lettre (1979), Un chant écarlate (1981)

### 1930
- Papa Adiouma Fall (1930 ?-2017), Les Confidences de Mbane (2014), Les Fluviales (1981)
- Djibril Tamsir Niane (1932-2021)[60], également Guinée, historien, dramaturge, Soundjata ou l'Épopée mandingue (1960), Sikasso ou la dernière citadelle (1967), Méry (1975), Histoire des Mandingues de l'Ouest, le royaume du Gabou (1989), Il était une fois...l'alphabète (1993)...
- Fatou Niang Siga (1932-)[63], Reflets de modes et traditions saint-louisiennes (1990)
- Cheik Aliou Ndao (Sidi Ahmed Alioune, 1933-)[50],[51], L'île de Bahila, Mogariennes, Un bouquet d'épines pour Elle, Mbaam dictateur, Buur Tilleen, roi de la Médina
- Kiné Kirama Fall (1934-)[30], poétesse, Chants de la rivière fraîche (1975), Les élans de grâce (1979)
- Louis Diène Faye (1936-), anthropologue, Mort et Naissance, le monde sereer (1983), Éducation et mariage : le monde seereer (2006)...
- Adja Ndeye Boury Ndiaye (1936-), nouvelliste, romancière, Collier de cheville (1983),  Diaxaï l'aigle et Niellé le moineau (2003)
- Tita Mandeleau (1937-), Signare Anna ou Le voyage aux escales (1991)
- Amina Sow Mbaye (1937-2021), poétesse, nouvelliste, romancière, Mademoiselle (1984), Pour le sang du mortier (2001)
- Mame Younousse Dieng (1939-2016), Aawo bi (1992), L'ombre en feu (1997)
- Myriam Warner-Vieyra (1939-2017), née en Guadeloupe, bibliothécaire, nouvelliste, romancière, Le Quimboiseur l'avait dit (1980), Femmes échouées (1988), Juletane (2001)

### 1940
- Aminata Maïga Ka (1940-2005), enseignante, conseillère culturelle, La Voie du Salut suivi de Miroir de la Vie (1985), En votre nom et au mien (1989), Brisures de vies (1998)
- Nafissatou Niang Diallo (1941-1982), autobiographe, romancière, De Tilène au Plateau, une enfance dakaroise (1975), Le Fort maudit (1980), Awa la petite marchande (1981), La Princesse de Tiali (1987)...
- Aminata Sow Fall (1941-), romancière, Le Revenant (1976), La Grève des bàttu (1979), Ex-Père de la Nation (1987), Le Jujubier du patriarche (1993), L’Appel des arènes (1997), L'Empire du mensonge (2017)...
- Abdoulaye Dabo dit Yaadikoone (1942-), journaliste, nouvelliste
- Anne Piette[65], née en France (1943-2019), nouvelliste, romancière, La morsure du serpent (1997), Les mésaventures de Mor Kassé (1999),  Les songes et les mensonges (2001), L'Île d'Amina (2002), Au-delà de la mangrove (2007), La septième vague (2010)
- Dominique Sarr (1943-1988, également France)[74],[75], historien, ethnographe, romancier, La cour d'appel de l'AOF (2019), L'ombre des Guelwaars (2016), Sexe, le grand organisateur (2020)
- Issa Laye Thiaw (1943-2017), historien, théologien, essayiste, La femme Seereer (Sénégal) (2007)
- Mamadou Traoré Diop (1944-2010), poétesse, dramaturge, Mon Dieu est noir, La Patrie ou la Mort (1984)
- Christine Adjahi Gnimagnon (1945-), également Bénin, conteuse, auteure enfance, Do Massé : Contes fons du Bénin (2002), Le pacte des animaux. Contes du Bénin (2005), Le lièvre et le singe - Azwi kpo zinyo kpo (2006), Le Forgeron magicien (2008)
- Alioune Badara Bèye (1945-), dramaturge, poète, romancier, Dialawali, terre de feu (1980), Le sacre du cedo (1982), Maba, laisse le Sine (1987), Nder en flammes (1988)...
- Alioune Badara Coulibaly (1945-), poète, épistolier, romancier, Bon anniversaire, Sédar (1996), Sénéfobougou Natal 2 (1997), Rumeurs des Alizés (2007), Pas d'ici, sans ailleurs (2008)...
- Issa Samb (1945-2017), alias Joe Ouakam, peintre, sculpteur, acteur, poète, dramaturge, essayiste, Parole ! Parole ? Parole ! – Issa Samb et la forme indéchiffrable (2014)
- Moussa Yoro Bathily (1946-), journaliste, scénariste, cinéaste, romancier, En circuit fermé (1974), L'avenue des sables (1998)
- Boubacar Boris Diop (1946-), romancier, essayiste, dramaturge, scénariste, Le Temps de Tamango (1981), Les Tambours de la mémoire (1990), Thiaroye, terre rouge (1990), Murambi, le livre des ossements (2000), Négrophobie (2005)...
- Abasse Ndione (1946-)[52], romancière,  La Vie en spirale (1986...), Ramata (2000), Mbëkë mi (2008)*
- Ken Bugul (Mariètou Mbaye Bileoma) (1947-), romancière, Le Baobab fou (1984), Cendres et Braises (1994), Riwan ou le Chemin de Sable (1999, Grand prix littéraire d'Afrique noire)...
- Mame Seck Mbacké (1947-2018), Le Froid et le piment. Nous, travailleurs immigrés (1983), Pluie-poésie : Les pieds sur la mer (2000), Qui est ma femme ? (2000), Les Alizés de la souffrance (2001)
- Khadi Fall (1948-), universitaire, politique, romancière, Mademba (1989), Senteurs d'hivernage (1993)...
- Ibrahima Sall (1949-2020)[69], poète, La Génération spontanée (1975), Crépuscules invraisemblables (1977), Le Choix de Madior (1981), Les routiers de chimères (1982), Antilepse (2012) ...

### 1950
- Berthe-Evelyne Agbo (1950-), également béninoise, poétesse, Émois de femmes (1980-1982)
- Louis Camara (1950-), conteur, nouvelliste, Il pleut sur Saint-Louis (2007), La tragique histoire d’Aganoribi (2005), Au-dessus des dunes (2014)...
- Marouba Fall (1950-), poète, dramaturge, romancier, Chasseur d'éternité (2012), Casseurs de solitude (2012), Le Miroir (2005)...
- Tidiane N'Diaye (1950-), économiste, anthropologue, romancier, poète, Passions créoles (2001), Par-delà les ténèbres blanches (2010), L’Appel de la lune (2017)...
- Anne Marie Niane, née au Viêt Nam (1950-), nouvelliste, romancière, L'étrangère
- Oumar Sankharé (1950-2015)[71],[72],[73], La nuit et le jour (1990), Le coran et la culture grecque (2014)...
- Tidiane Sène (1950-), journaliste, ethnologue, Cri de détresse entre la vague sauvage et l'anémone de mer (2013)
- Mame Bassine Niang (1951-2013), avocate
- Amadou Lamine Sall (1951-), poète, Mante des aurores (1979), Comme un iceberg en flammes (1982), J'ai mangé tout le pays de la nuit (1994), Les veines sauvages (2001)...
- Francy Brethenoux-Seguin (1952-), Une pause à Tivaouane. Récit de voyage (2002), Le temps d'un silence (2005), J'avais quatre heures (2007)...
- Sylviane Diouf (1952-), historienne, Fighting the Slave Trade : West African Strategies (2003), Bintou quatre choux ! (2003)...
- Catherine NDiaye (1952-2018), journaliste, scénariste, essayiste, romancière, Gens de sable (1984), La coquetterie ou la passion du détail (1987), La gourmandise. Délices d'un pêché (1993), La vie à deux (1998), Sa vie africaine (2007)
- Hamidou Dia (1953-2018), chroniqueur, critique littéraire, documentariste, Les Sanglots de l’espoir (1987), Les Remparts de la mémoire (1999)
- Mariama Ndoye (1953-), romancière, nouvelliste, De vous à moi (1990), Sur des chemins pavoisés (1993), Parfums d'enfance (1995), Soukey (1999), Comme du bon pain (2001)
- Adama Sow Dièye (1954)[21], poète, chroniqueur, romancier, Jimól Kaaw et autres nouvelles (2009), Poèmes du temps qui passe (2009), Sarinagara. Nouvelles d'une autre vie (2014)
- Nabil Haïdar (1954-), poète, nouvelliste, romancier, Le Baiser (1976), L'hirondelle de nos rêves n'est pas morte de froid (1978), Le Déserteur (1983), Les Cèdres Sauvages (2017)...
- Elhadj Abdoul Hamidou Sall (1954-), poète, Rhapsodies fluviales (2010), Circonstances du cœur (2011), L'Occident ambigu (2017)...
- Babacar Sall (1954-)[66],[67], poète, sociologue, Sel de mer, Le stagiaire, Les voix de l'aube, Le lit de sable, Le sang des collines, Le poème blessé
- Seydi Sow (1954-), nouvelliste, romancier, dramaturge, poète, Misères d'une boniche (1996), Le défi de la Reine des sorciers (2001), Muutal, Fin de règne d'un monarque (2015)...
- Souleymane Bachir Diagne (1955-), philosophe
- Axelle Kabou (1955-) experte en communication stratégique, Et si l'Afrique refusait le développement ? (1991)
- Penda Mbow (1955-)[48], historienne, universitaire, politique
- Mamadou Cisse (1956-), Contes wolof modernes (1994), Sur les traces des grands empires (2017, co-auteur), Le bossu et le ninki-nanka (1998)
- Fatou Ndiaye Sow (1956-2004), poétesse, auteure jeunesse, Fleurs du Sahel (1990), Littératures enfance-jeunesse en Afrique noire (2006)
- Marie Rose Turpin (1957-), nouvelliste, HLM/P (1982)
- Eugène Tavares (1958-), poète, romancier, Les exilés de Koumous (1998), La complainte des mangroves (2010), Littératures lusophones des archipels atlantiques (2009)
- Djibril Diallo Falémé (1959-)[16], Les derniers jours de Bolibana (2019), Le romancier négro-africain francophone et la question des indépendances africaines : 1970-2000 (2020)
- Amadou Elimane Kane (1959-), La parole du baobab, Cadou Gouy-gui (1999), Le songe des flamboyants de la Renaissance (2008), Une si longue parole (2015)...
- Khady Koita (1959), défenseure des droits des femmes, Mutilée (2006)
- Souleyanta Ndiaye (1959-), Tavarich Gaye

### 1960
- Aïssatou Cissokho (1960 ?), Dakar, la touriste autochtone (1986)
- Aïssatou Diam (1960 ?)[18], Mélissa mon amour (1991)
- Abdel Aziz Mayoro Diop (1960 ?), L’Ailleurs et L’Illusion (NEA 1983), Prisonniers de la vie (NEAS 1994), Prison d’Europe (NEAS 2010)
- El Hadj Kassé (1960 ?)[81], peintre, poète, journaliste, philosophe, communicant, politique, Les mamelles de Thiendella (1994), Clair désir ici-bas (2001), Misères de la presse (2002)...
- Diana Mordasini (1960 ?), romancière, vit en Suisse, Le Bottillon perdu (1990), La cage aux déesses (2002), Les yeux d'Ilh'a (2002), De fil en meurtres (2002)
- Oumar Ndao (1960 ?-2014)[82], journaliste, nouvelliste, universitaire, dramaturge, metteur en scène, Corps et âmes (2004), C'est idiot d'aimer (2011), Dakar l'ineffable (2012), Et d'un roman imaginé (2017), Les voleurs de rêves (2019), Taxi 359 ; du rêve américain au cauchemar (2019)
- Eric Lindor Fall (1960-1997), auteur jeunesse
- Khadi Hane (1962-), romancière, Sous le regard des étoiles (1998), Ma sale peau noire (2001), Il y en a trop dans les rues de Paris (2005), Le collier de paille (2010), Des fourmis dans la bouche (2011), Demain, si Dieu le veut...
- Thierno Seydou Sall (1963-), poète, cinéaste, Bouffées délirantes sur un air de Kora, L'Envol des pélicans...
- Khady Sylla (1963-2013), romancière, cinéaste, Le Jeu de la mer (1992)
- Sylvie Kandé (1965 ?)[41], née en France, poétesse, historienne, Lagon, lagunes (2000), La quête infinie de l'autre rive (2011), Gestuaire (2016)...
- Mamadou Ndione (1966-), romancier, essayiste, Bouki et la couronne de Ndoumbélane (2013), Esquisses de certitudes (2019), Émerveillements (2019)
- Valérie Pascaud-Junot (1966-)[64],(née en France), En souvenir d'eux (2002)
- Sokhna Benga (1967-), juriste, poétesse, romancière, scénariste, Le Dard du secret (1990), La Balade du Sabador (2000), La ronde des secrets perdus (2003)
- Marie NDiaye, née en France (1967-)
- Fatou Diome (1968-), nouvelliste, romancière, La Préférence nationale (2001), Le Ventre de l'Atlantique (2003), Celles qui attendent (2010), Les veilleurs de Sangomar (2019)...
- Jacqueline Fatima Bocoum (1969), journaliste, Motus et bouche ... décousue (2002)
- Absa Gassama (1969), enseignante-chercheuse, romancière, Hoa ou Les portes de la vie (2001)
- Mamoudou Ibra Kane (1969-), journaliste, chroniqueur
- Sylvestre Simon Samb (1969-), romancier, éditeur en France, Humanité misérable (2002), Dièse à la clef (2005), Un parfum d'oxalides (2009)...
- Fama Diagne Sène (1969-), poétesse, nouvelliste, romancière, Le Chant des ténèbres (1997), La Momie d'Almamya, (2004), Barça ou Barsakh : les coulisses de la misère (2009)...
- Ibrahima Diallo (1969) juriste de formation et attaché d'administration universitaire de l'UCAD de Dakar, poete,La Notion de Valeur,parution 1er octobre 2024 aux Editions Jets d'encre á Paris France...

### 1970
- Emilie Anifranie Ehah (1970 ?)[1], également Togo, Incidents de parcours (1999)
- Mariama Barry (1970 ?), également Guinée, juriste, romancière, La petite Peule (2000), Le cœur n’est pas un genou que l’on plie (2007)...
- Ahmed Ben Geloun (1970 ?), entrepreneur (?)
- Aïssatou Diagne Deme[14] (1970 ?), Les échos du silence (1999)
- Yaram Dièye (1970 ?)[23], juriste, romancière, Tant qu’il y’a de la vie (2007), Barça ou Barsakh (2008), Un sou pour sa survie
- Coumba Diouf (1970) ?)[26], La Chaumière des Bugari (2000)
- Abdoulaye Fodé Ndione (1970 ?), poète, nouvelliste, Des pas sur mer (2019)
- Mamadou Samb (1970 ?), Le regard de l'aveugle (2014), L'écharpe des jumelles, De pulpe et d'orange...
- Aïssatou Cissé (1970-), nouvelliste, Zeyna (2002), Linguère Fatim (2004)
- Mamadou Mahmoud N'Dongo (1970-), photographe, dramaturge, réalisateur, Bridge Road (2006), La géométrie des variables (2010), Il y a ceux qui veulent mourir un jour de pluie (2019)...
- Tafsir Ndické Dièye (1971-)[22], poète, romancier, chroniqueur, Casamance ou L'assassinat de Madeleine (2004), Sacrifice satanique (2015), Pèlerinage au temple de l'amour (2016)
- Khady Fall Faye-Diagne (1971-)[29], historienne, romancière, Le marronnage comme essai d'esthétique littéraire négro-africaine contemporaine : Senghor et Césaire ou la langue décolonisée (2018), Les amazones de Sangomar : géantes invisibles (2020)
- Malick Fall (1971-)[32], La régénération d'une identité violée (2015)
- Cheikh Tidiane Gaye (1971-), poète, romancier, vit en Italie, Il Giuramento (2001), Mery, principessa albina (2005), Il Canto del Djali (2007)...
- Fatou Kandé Senghor (1971-), Wala Bok, une histoire orale du hip hop au Sénégal (2015)
- Aïssatou Diamanka-Besland (1972-), romancière, Le Pagne léger (2007), Patera (2009), Fracture identitaire ! À Baltazare, il n'y a pas d'ascenseur dans la cité (2010),
- Guéladio Sall (1972-), romancier, nouvelliste, " Ce qui reste de la lumière (2017), " Les ciseaux noirs" (2020), "Douce est la liberté" (prix nouvelles journée du manuscrit francophone 2021).
- Felwine Sarr (1972-), universitaire, économiste, politologue, musicien, Dahij (2009), Afrotopia (2016), Écrire l’Afrique-Monde (2017), La saveur des derniers mètres
- Nafissatou Dia Diouf (1973-), poétesse, chroniqueuse, nouvelliste, auteure jeunesse, romancière, Retour d’un si long exil (2001), Cirque de Missira (2010), La maison des épices (2014)...
- Aminata Sophie Dièye (1973-2016), journaliste, dramaturge, romancière, Consulat Zénéral (2000), La nuit est tombée sur Dakar (2004),
- Tamsier Joof (1973-), danseur, acteur, chorégraphe, mannequin, entrepreneur
- Abibatou Traoré (1973-), informaticienne, nouvelliste, romancière, Sidagamie (1998), Samba le fou (2006)
- Coumba Toure (1973-) (?)
- Aïcha Diouri (1974-), La mauvaise passe (1990)
- Aminata Ndiaye (1974-), universitaire, canadienne, Processus d'individualisation chez les jeunes Dakarois : Stratégies entre rupture et appartenance (2010, thèse)
- Insa Sané (1974-), comédien, rappeur, slameur, Sarcelles-Dakar (2006), Du plomb dans le crâne (2008), Les Cancres de Rousseau, (2017)...
- Barka Bâ (1975-), journaliste, politologue, Une pirogue pour Barça
- Mama Moussa Diaw (1975-), médecin, écrivain, Les otages (2007), Châtiments (2010)
- Papa Malick Fall (1976-)[34], Le silence des baobabs (2020)
- Pape Moussa Samba (1976 -)[70], professeur de philosophie, éditeur, à Brest, Le Président Wade ou le Génie Solitaire (2006), Léopold Sédar Senghor, philosophe de la culture (2011)
- Takia Nafissatou Fall (1977-)[35], poétesse, romancière, Mes joies de vivre (2010), Comme un ciel d'hivernage (2011)
- Cheikh-Mbacké Sène (1977-), Barack Obama Le premier président afro-américain à la Maison Blanche. Une nouvelle Amérique

### 1980
- Ayavi Lake (1980-)[44], vit au Canada, Le marabout (2019)
- Ndèye-Katy Dieng (1981-), Touyaya ira-t-elle à l'école ?
- Moussa Ba (1982-) (?)
- Omar Ba (1982-), essayiste, Pauvre Sénégal ! Un peuple en otage (2006), Soif d’Europe, témoignage d’un clandestin (2008), Je suis venu, j’ai vu, je n’y crois plus (2009), N'émigrez pas ! L'Europe est un mythe (2010)
- Hamidou Anne (1983-), chroniqueur, Politisez-Vous ! (2017), Panser l'Afrique qui vient ! (2019)
- Abdou Diagne (1983-), Les larmes d'une martyre, Retour au pays, entre rêve et cauchemar (2010)
- Ibrahima Amadou Niang (1983-), poète, Les raisins du baobab (2010,  (ISBN 9782359260076))
- Mehdi Omaïs (1983-), journaliste de cinéma, romancier, La mort est belle (2007), Le Troisième Enfant, Le Livre Perdu
- Mariéme Mborso Ndiaye (1984-) (?)

- Placide Mandona Mukwenda (1987-) [49], également République démocratique du Congo, professeur de philosophie et de théologie, romancier, essayiste, La crasse de la dictature (2015), Coeur blanc, amour noir (2018)...
- Papa Arfang Senghor (1989-), alias Aru Cheifa ou Aru, Petits poèmes de ma vie (2015)

### 1990
- Mohamed Mbougar Sarr (1990-)[76], romancier, Terre ceinte (2014), Silence du chœur (2017), De purs hommes (2018), La plus secrète mémoire des hommes (2021, Prix Goncourt)[77]
- Bara Ndao(1996), artiste visuel, La Mémoire du diable (2015)[6]

### 2000
- Diary Sow (2000-), Sous le visage d'un ange (2020), Je pars (2021)
- Mouhamadou Moustapha Sene (2002-), auteur-compositeur, Carnet de souvenirs (2018)